# Gräsliljesläktet
Gräsliljesläktet även gräsliljor (Sisyrinchium) är ett släkte i familjen irisväxter cirka 80 arter från Amerika,  Hawaii och Nya Zeeland. De finns naturaliserade på flera håll, även i Europa. Några arter odlas som trädgårdsväxter i Sverige.

## Bildgalleri

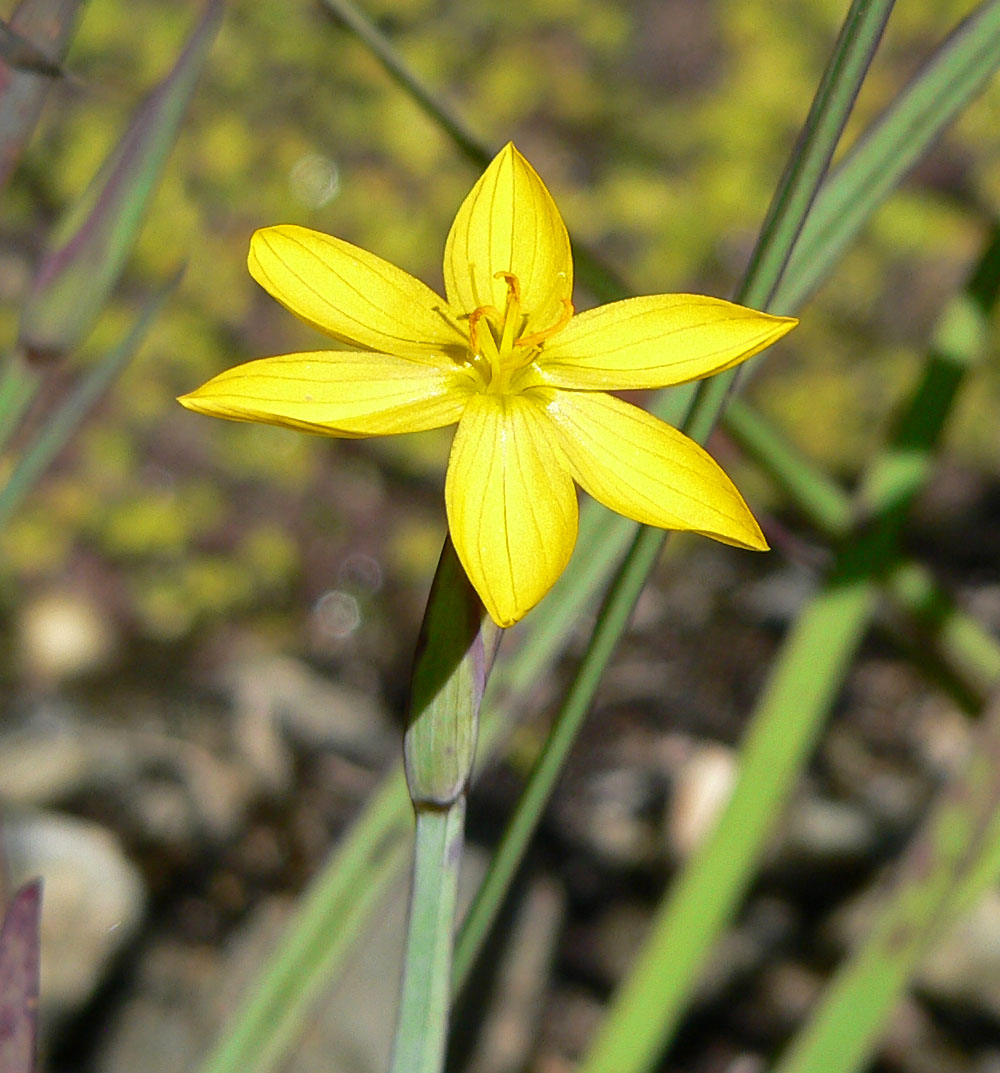
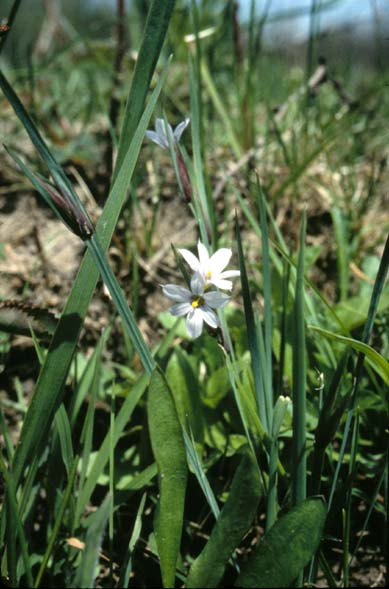

## Dottertaxa till Gräsliljor, i alfabetisk ordning[2]
- Sisyrinchium abietum
- Sisyrinchium acre
- Sisyrinchium albidum
- Sisyrinchium albilapidense
- Sisyrinchium anadenicum
- Sisyrinchium andinopatagonicum
- Sisyrinchium angustifolium
- Sisyrinchium angustissimum
- Sisyrinchium annuum
- Sisyrinchium antucense
- Sisyrinchium aquidaunicum
- Sisyrinchium arenarium
- Sisyrinchium arguellesiae
- Sisyrinchium arizonicum
- Sisyrinchium arrayanicum
- Sisyrinchium atlanticum
- Sisyrinchium avenaceum
- Sisyrinchium azureum
- Sisyrinchium balansae
- Sisyrinchium bellum
- Sisyrinchium bermudiana
- Sisyrinchium biflorum
- Sisyrinchium biforme
- Sisyrinchium binervatum
- Sisyrinchium brasiliense
- Sisyrinchium breviarmium
- Sisyrinchium brevipes
- Sisyrinchium bromelioides
- Sisyrinchium caespitificum
- Sisyrinchium caeteanum
- Sisyrinchium calathinum
- Sisyrinchium californicum
- Sisyrinchium campestre
- Sisyrinchium capillare
- Sisyrinchium cernuum
- Sisyrinchium chaguaranicum
- Sisyrinchium chapelcoense
- Sisyrinchium chilense
- Sisyrinchium chiricanum
- Sisyrinchium cholewae
- Sisyrinchium claritae
- Sisyrinchium coalitum
- Sisyrinchium commutatum
- Sisyrinchium convallium
- Sisyrinchium convolutum
- Sisyrinchium conzattii
- Sisyrinchium coulterianum
- Sisyrinchium cuspidatum
- Sisyrinchium cylindrocarpium
- Sisyrinchium cyperellum
- Sisyrinchium dasyspathum
- Sisyrinchium decumbens
- Sisyrinchium deflexum
- Sisyrinchium demissum
- Sisyrinchium densiflorum
- Sisyrinchium deseadense
- Sisyrinchium dichotomum
- Sisyrinchium elegantulum
- Sisyrinchium elmeri
- Sisyrinchium ensigerum
- Sisyrinchium eserrulatum
- Sisyrinchium exalatum
- Sisyrinchium exilifolium
- Sisyrinchium fasciculatum
- Sisyrinchium fiebrigii
- Sisyrinchium firmifolium
- Sisyrinchium foliosum
- Sisyrinchium funereum
- Sisyrinchium fuscatum
- Sisyrinchium galapagense
- Sisyrinchium glaziovii
- Sisyrinchium graminifolium
- Sisyrinchium gratissimum
- Sisyrinchium groenlandicum
- Sisyrinchium guanajuatense
- Sisyrinchium halophilum
- Sisyrinchium hasslerianum
- Sisyrinchium hintoniorum
- Sisyrinchium hirsutum
- Sisyrinchium hitchcockii
- Sisyrinchium hoehnei
- Sisyrinchium humidum
- Sisyrinchium hypsophilum
- Sisyrinchium idahoense
- Sisyrinchium igatimiense
- Sisyrinchium inclinatum
- Sisyrinchium intihuatanense
- Sisyrinchium itabiritense
- Sisyrinchium ivanii
- Sisyrinchium jamesonii
- Sisyrinchium johnstonii
- Sisyrinchium laetum
- Sisyrinchium laevigatum
- Sisyrinchium langloisii
- Sisyrinchium laterale
- Sisyrinchium latiusculum
- Sisyrinchium laxum
- Sisyrinchium limarinum
- Sisyrinchium littorale
- Sisyrinchium longipes
- Sisyrinchium longispathum
- Sisyrinchium luzula
- Sisyrinchium macranthum
- Sisyrinchium macrocarpum
- Sisyrinchium macrophyllum
- Sisyrinchium magnicapsulare
- Sisyrinchium maipoanum
- Sisyrinchium mandonii
- Sisyrinchium marchioides
- Sisyrinchium martense
- Sisyrinchium megapotamicum
- Sisyrinchium miamiense
- Sisyrinchium micranthum
- Sisyrinchium microbracteatum
- Sisyrinchium minus
- Sisyrinchium minutiflorum
- Sisyrinchium montanum
- Sisyrinchium mucronatum
- Sisyrinchium nanum
- Sisyrinchium nashii
- Sisyrinchium nembyense
- Sisyrinchium nidulare
- Sisyrinchium nigricans
- Sisyrinchium novoleonense
- Sisyrinchium obconicum
- Sisyrinchium orbiculatum
- Sisyrinchium ostenianum
- Sisyrinchium oxyspathum
- Sisyrinchium pachyrhizum
- Sisyrinchium pallidum
- Sisyrinchium palmifolium
- Sisyrinchium palustre
- Sisyrinchium papillosum
- Sisyrinchium paramorum
- Sisyrinchium parvifolium
- Sisyrinchium patagonicum
- Sisyrinchium paucispathum
- Sisyrinchium pearcei
- Sisyrinchium pendulum
- Sisyrinchium piliferum
- Sisyrinchium planicola
- Sisyrinchium platense
- Sisyrinchium platycaule
- Sisyrinchium platyphyllum
- Sisyrinchium plicatulum
- Sisyrinchium praealtum
- Sisyrinchium pringlei
- Sisyrinchium pruinosum
- Sisyrinchium purpurellum
- Sisyrinchium pusillum
- Sisyrinchium quadrangulatum
- Sisyrinchium radicatum
- Sisyrinchium rambonis
- Sisyrinchium rectilineum
- Sisyrinchium rectivalvatum
- Sisyrinchium reitzii
- Sisyrinchium restioides
- Sisyrinchium rigidifolium
- Sisyrinchium rosengurttii
- Sisyrinchium rosulatum
- Sisyrinchium sagittiferum
- Sisyrinchium sarmentosum
- Sisyrinchium scabrum
- Sisyrinchium scalarium
- Sisyrinchium scariosum
- Sisyrinchium schaffneri
- Sisyrinchium schottii
- Sisyrinchium sellowianum
- Sisyrinchium septentrionale
- Sisyrinchium serrulatum
- Sisyrinchium setaceum
- Sisyrinchium sinuosum
- Sisyrinchium soboliferum
- Sisyrinchium somuncurense
- Sisyrinchium striatum
- Sisyrinchium strictum
- Sisyrinchium subalpinum
- Sisyrinchium subcernuum
- Sisyrinchium subnudum
- Sisyrinchium subtile
- Sisyrinchium tafiense
- Sisyrinchium teleanthum
- Sisyrinchium tenuifolium
- Sisyrinchium tinctorium
- Sisyrinchium tofoense
- Sisyrinchium tolucense
- Sisyrinchium translucens
- Sisyrinchium trichanthum
- Sisyrinchium tucumanum
- Sisyrinchium uliginosum
- Sisyrinchium unguiculatum
- Sisyrinchium unispathaceum
- Sisyrinchium vaginatum
- Sisyrinchium valparadiseum
- Sisyrinchium weirii
- Sisyrinchium venezolense
- Sisyrinchium vestitum
- Sisyrinchium wettsteinii
- Sisyrinchium xerophyllum
- Sisyrinchium zamudioi